# Мактум Хашер Мактум Аль Мактум
Шейх Мактум Хашер Мактум Аль Мактум (араб. الشيخ مكتوم حشر مكتوم آل مكتوم‎) — член династии Аль Мактум, правящей эмиратом Дубай. Племянник нынешнего Эмира Мохаммеда ибн Рашида аль-Мактума.
Окончил финансовый факультет Университета Саффолка в Бостоне, штат Массачусетс США. Исполнительный директор Группы «Аль Файер» (англ. Al Fajer Group), занимающейся разработкой нефтяных месторождений, импортом/экспортом товаров, производством текстиля, организацией торговых выставок, электромеханическими производствами, туристическим бизнесом и строительством.
Директор холдинга «Шадар» (англ. Shadar Holdings), партнёр компаний Virgin Megastores, Promod, Pull & Bear и Bershka в Объединённых Арабских Эмиратах.
Мечтает изменить облик мирового автоспорта. Являясь членом правящей в Дубае семьи, он использовал деньги и своё влияния, чтобы создать собственные автогонки — А1 Гран-при. По его замыслу эти соревнования должны стать основным конкурентом знаменитых гонок Формула F1. Проект обошелся ему в 320 000 000€, не считая ежегодных 55 000 000€ призовых в течение трёх первых сезонов.

## А1 Гран-при
Шейх Мактум — основатель, президент и председатель гоночной серии наций А1 Гран-при. После очень успешного первого сезона, однако, он объявил об желании своего ухода с должности главы серии и выставлении на продажу основной руководящей должности серии.